# Fisher-Price
Fisher-Price - американская компания по производству детских игрушек, созданная в 1930 году. Главный офис расположен в США, недалеко от Нью-Йорка в городе Восточная Аврора (East Aurora). Основатели фирмы Ирвинг Л. Прайс, Герман Дж. Фишер, Хелен M. Шелл, от фамилий учредителей произошло название бренда.
Учредители Fisher-Price строили свою компанию на следующем принципе:

«Игрушке надлежало воплощать в себе действительную оригинальность, крепкую конструкцию, игровую и потребительскую ценность, адекватную функциям и цене».

Данная компания в 1950-е годы одной из первых стала использовать пластмассу для производства детских игрушек.
В 1987 году компания выпустила игрушечную видеокамеру «PXL-2000», использующая компакт-кассету для записи, на одной стороны кассеты, трёх с половиной минут видео низкого качества.

В 1993 году фирма Fisher-Price стала собственностью фирмы Маттел (Mattel), в связи со слиянием Mattel, Inc и Fisher-Price Inc.
В данное время компания Fisher-Price является одним из лидеров в индустрии игрушек, разработанных для дошкольников; сайт компании вошёл в десятку лучших сайтов, посвящённых игрушкам. Производимые компанией игрушки неоднократно становились победителями профессиональных конкурсов.